# Mlhovina Omega
Mlhovina Omega (také Messier 17, Labutí mlhovina, mlhovina Podkova nebo NGC 6618) je HII oblast v souhvězdí Střelce. Objevil ji francouzský astronom Jean-Philippe Loys de Chéseaux roku 1745 a 3. června 1764 ji znovuobjevil Charles Messier.

## Pozorování

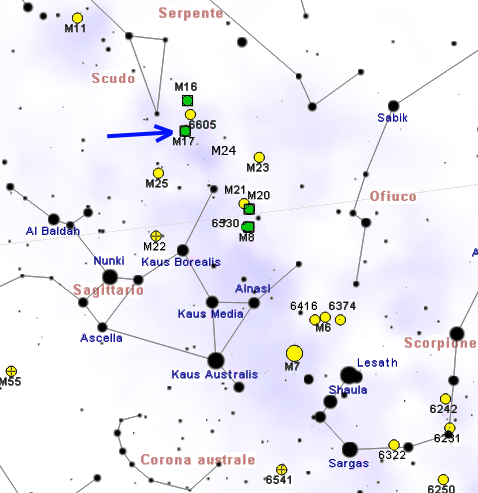
Poloha mlhoviny Omega v souhvězdí Střelce

Mlhovinu Omega je možné velmi snadno nalézt díky její velké jasnosti. Leží 2 stupně jihozápadně od hvězdy γ Sct s magnitudou 4,7. Je viditelná i triedrem 10x50 nebo i menším, pokud je obloha čistá a průzračná. V těchto přístrojích vypadá jako protáhlá skvrna. Dalekohled o průměru 114 mm a větším v ní s pomocí UHC filtru ukáže její odstíny a hru světla. V dalekohledech od průměru 200 mm je pohled na ni výjimečný a fotografie s dlouhou uzávěrkou zachycují její narůžovělý odstín.
Mlhovina Omega je snadno pozorovatelná z většiny obydlených oblastí Země, protože má pouze nízkou jižní deklinaci. Přesto je její pozorování v severní Evropě a Kanadě, tedy blízko polárního kruhu, velmi obtížné a například ve střední Evropě zůstává poměrně nízko nad obzorem. Na jižní polokouli je mlhovina dobře viditelná vysoko na obloze během jižních zimních nocí a v jižní části tropického pásu je možno ji vidět dokonale v zenitu. Nejvhodnější období pro její pozorování na večerní obloze je od června do října.

## Historie pozorování
Mlhovinu objevil Jean-Philippe Loys de Chéseaux kolem roku 1745, ale jeho objev zůstal obecně neznámý, a tak ji 3. června 1764 nezávisle spoluobjevil Charles Messier, který ji popsal jako velmi protaženou mlhovinu podobnou mlhovině v Andromedě (galaxie Messier 31). William Herschel a jeho syn John ji popsali jako jasnou stopu s odděleným uzlíkem a poznamenali, že část mlhoviny je pravděpodobně zastíněna. Admirál William Henry Smyth pro ni vymyslel název, který se už jí zůstal: mlhovina Podkova nebo mlhovina Omega - kvůli jejímu zdánlivě prohnutému tvaru na severní straně.

## Vlastnosti

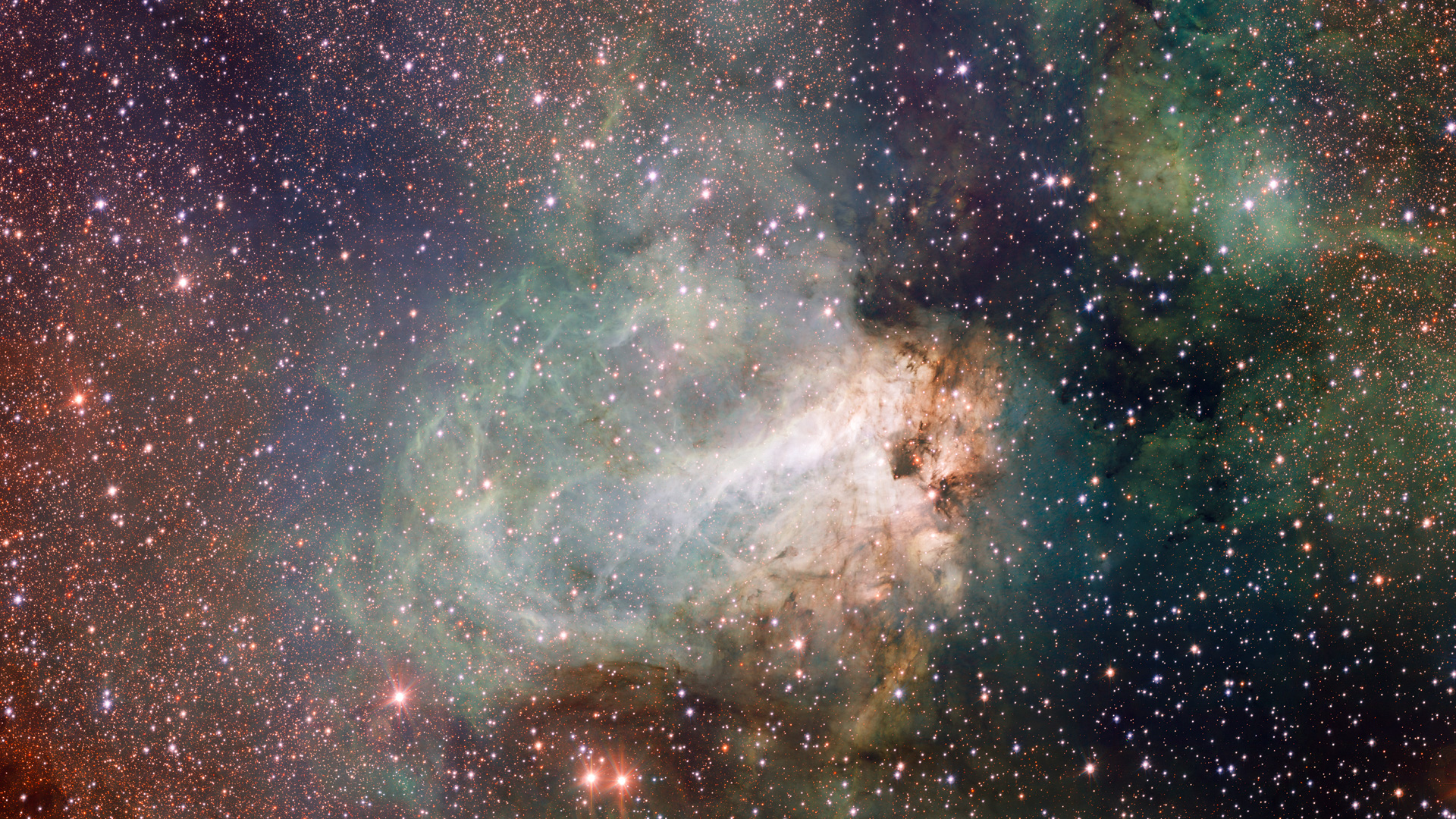
Snímek mlhoviny Omega z dalekohledu VLT Survey Telescope na observatoři Paranal v Chile.

Mlhovina je velmi jasná a z míst s nízkou zeměpisnou šířkou je za příhodných podmínek viditelná i pouhým okem (magnituda 6). Je to HII oblast, ve které probíhá tvorba hvězd a kterou ozařuje jasné světlo v ní vzniklých mladých a horkých hvězd spektrální třídy B (modrých obrů). Některé z těchto hvězd se drží pohromadě a tvoří tak otevřenou hvězdokupu o 35 členech, která je ovšem silně zastíněna prachem. Výrazná rudá barva mlhoviny je způsobena atomy ionizovaného vodíku, které vydávají záření Hα. Hmotnost nejjasnější oblasti je přibližně 800 hmotností Slunce.
V infračervené oblasti je možné v mlhovině pozorovat velký počet oblaků, ve kterých může probíhat tvorba hvězd. Uprostřed mlhoviny se nachází otevřená hvězdokupa tvořená třicítkou hvězd ukrytých v mlhovině. Průměr mlhoviny je téměř 40 světelných let.

## Galaktické okolí

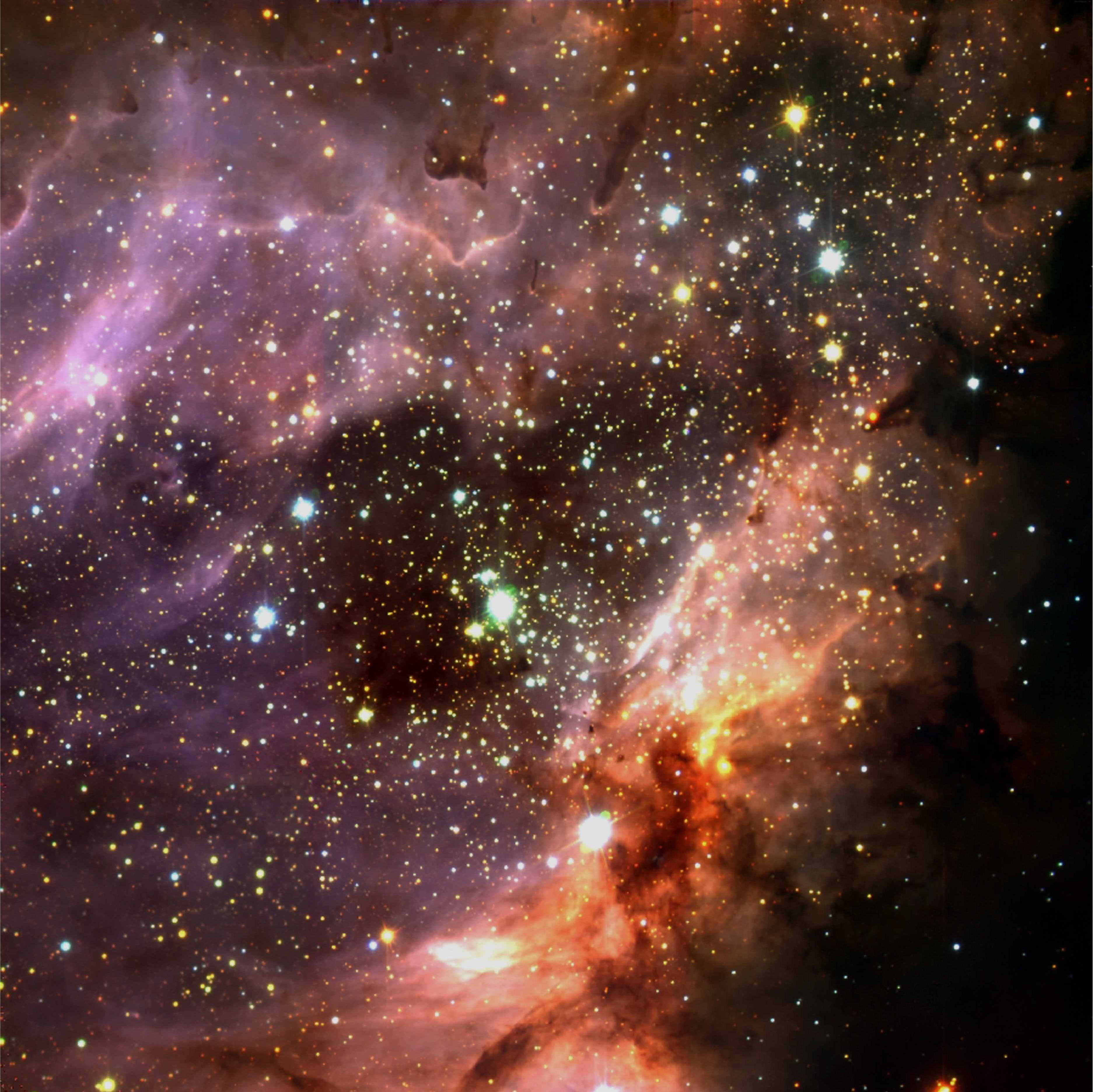
Podrobný infračervený snímek prostřední části mlhoviny Omega.

Mlhovina Omega leží ve vzdálenosti přibližně 5 000 světelných let od Země a nachází se tedy v rameni Střelce, což je galaktické rameno blíže ke středu Galaxie sousedící s ramenem Orionu, ve kterém sídlí Slunce. V rameni Střelce leží také další velmi jasné objekty, jako například mnohé z jasných hvězdokup viditelných mezi souhvězdími Štíra a Kentaura
až k mlhovině Carina. Výzkum z roku 2008 ovšem tvrdí, že rameno Střelce může být pouhým velkým zhuštěním plynu a prachu, ze kterého vznikly nové hvězdy.
Pohled ze Země ve směru na mlhovinu je stíněn mezihvězdným prachem, projevuje se zde i velká vzdálenost, ale přesto je mlhovina zastíněna méně než jiné oblasti v jejím okolí. Ve skutečnosti mlhovinu vidíme na okraji takzvané Orlí trhliny (jejíž jméno je odvozeno od stejnojmenného souhvězdí, nikoli od mlhoviny; známější je sousední Velká trhlina v Labuti), což je dlouhý pás temných mlhovin, který také leží v rameni Orionu jako Slunce a výrazně stíní světlo hvězd v severní části ramene Střelce.

### Spojení s Orlí mlhovinou

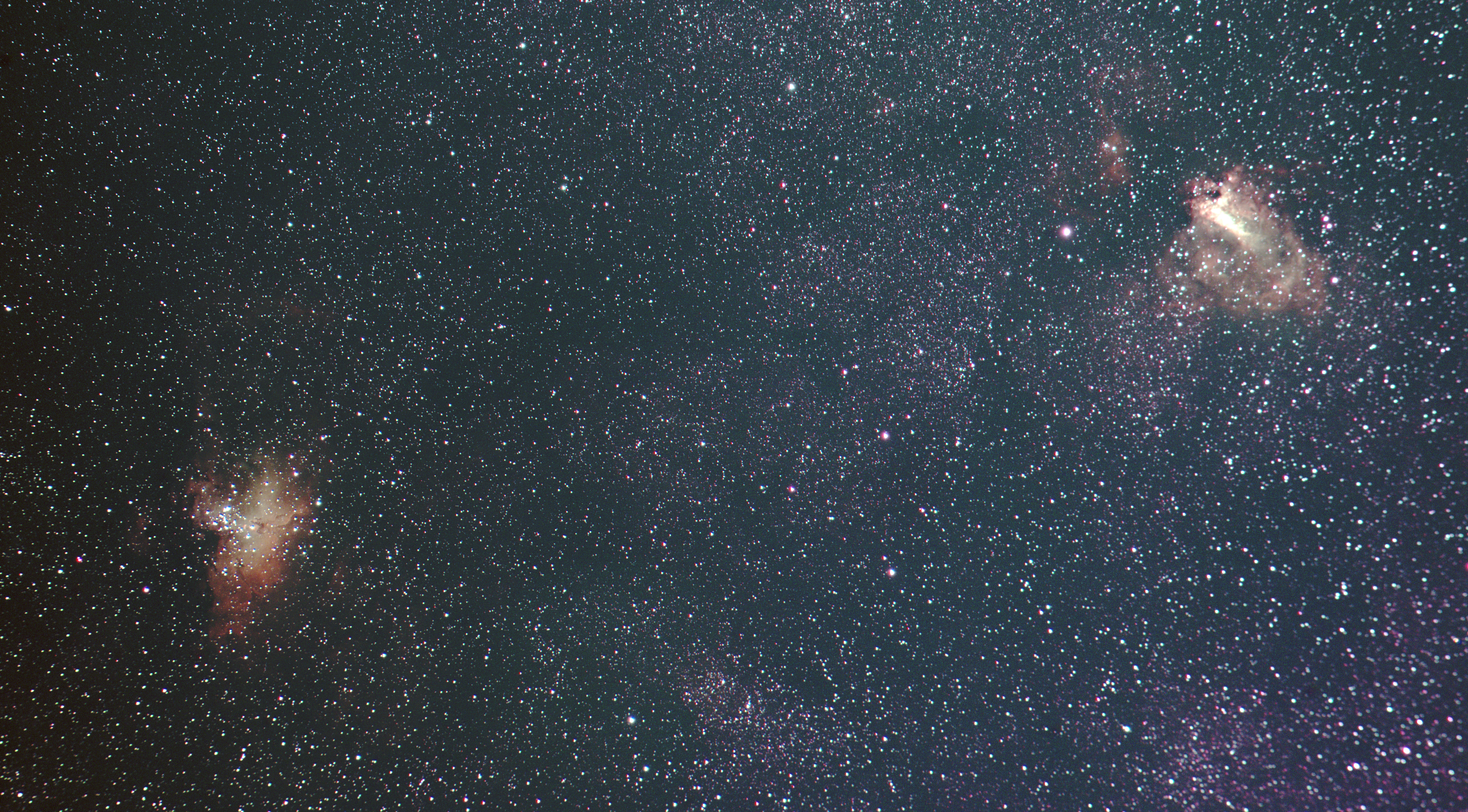
Amatérský širokoúhlý snímek Orlí mlhoviny (vlevo) a mlhoviny Omega (vpravo). Sever je vlevo, západ nahoře.

Mlhovina Omega a Orlí mlhovina se na obloze nachází blízko u sebe, vzdálené pouhých 2,5 stupňů. Porovnáním jejich vzdálenosti zjistíme, že se musí nacházet skutečně blízko sebe, navzájem vzdálené několik stovek světelných let. Na základě průzkumu záření 12CO bylo zjištěno, že jsou tyto dvě mlhoviny spojeny slabým mlhavým pásem, který je vidět i na snímcích s dlouhou expozicí a je zřetelný i v blízkém infračerveném pásmu.
To může naznačovat, že tyto dvě mlhoviny, ke kterým se připojuje třetí, označovaná jako Oblast III a nacházející se jihozápadně od mlhoviny Omega, mlhou být součástí rozsáhlého molekulárního mračna. Tyto mlhoviny představují nejhustější oblasti tohoto mračna a díky tomu v nich probíhá tvorba hvězd.
K těmto mlhovinám můžeme připočítat i soustavu Sh2-54, která je spojená s otevřenou hvězdokupou NGC 6604, jejíž vztah k Orlí mlhovině byl znám již před lety.
Vědci také určili časovou posloupnost vývoje těchto molekulárních mračen: první oblastí, ve které se spustil vývoj hvězd, je ta nejsevernější, shodující se s Sh2-54, ve které před přibližně 4 miliony lety vzniklo několik jasných OB asociací. Následně před 2 až 3 miliony let zasáhla tvorba hvězd oblast Orlí mlhoviny a teprve nedávno, před 1 milionem let, i mlhovinu Omegu. Příčiny tohoto šíření tvorby hvězd mohly být různé: mohlo být způsobeno velkým dominovým efektem, při kterém hvězdný vítr nově vzniklých hvězd stlačil plyn v přilehlých oblastech, který se zhroutil do sebe, nebo mohlo být stlačení způsobeno výbuchem více supernov, které měly původ v nejhmotnějších hvězdách pocházejících z předchozí tvorby hvězd. Další možností může být také stlačení plynů tím, jak soustava mlhovin vstoupila do hustějších oblastí spirálního ramene, ve kterém se nachází.
Výše zmíněné molekulární mračno má tvar velké bubliny, ve které se nachází mnoho z mračna vzniklých mladých hvězd. Přesto se zdá, že je tato bublina o několik milionů let starší než samotné mračno, což by znamenalo, že jde o útvar, který byl přítomen již před příchodem mračna. Srážka s touto bublinou, a nikoli její rozpínání, tak mohla být prvotní příčinou spuštění tvorby hvězd v této oblasti. Podle některých autorů může být tato oblast ještě rozsáhlejší a může tak zahrnovat i mlhovinu Lagunu, která také leží v rameni Střelce, ale poněkud blíže k Zemi, a možná i mlhovinu Trifid,
i když ta se nachází poněkud dále.